# KITTE博多
KITTE博多（キッテはかた）は、2016年4月21日にオープンした、福岡県福岡市博多区博多駅中央街にある商業施設ビル。博多駅博多口方面にある。日本郵便株式会社が管理、運営する。
核テナントは博多マルイ。他にもユニクロや結婚式場などが入居している。施設のコンセプトは「いい休憩をしよう。」であり、アパレル店舗は4割程度に抑える代わりに各階にカフェを設けるなど、博多駅を利用する人々が休憩できるような飲食店が多数入居している。また、1階以外のほとんどのフロアに男女・多機能トイレを備える。

## 概要
博多駅再開発に併せ、同地にあった博多郵便局の局舎を移転のうえ、空き地を再開発し建設したものである。

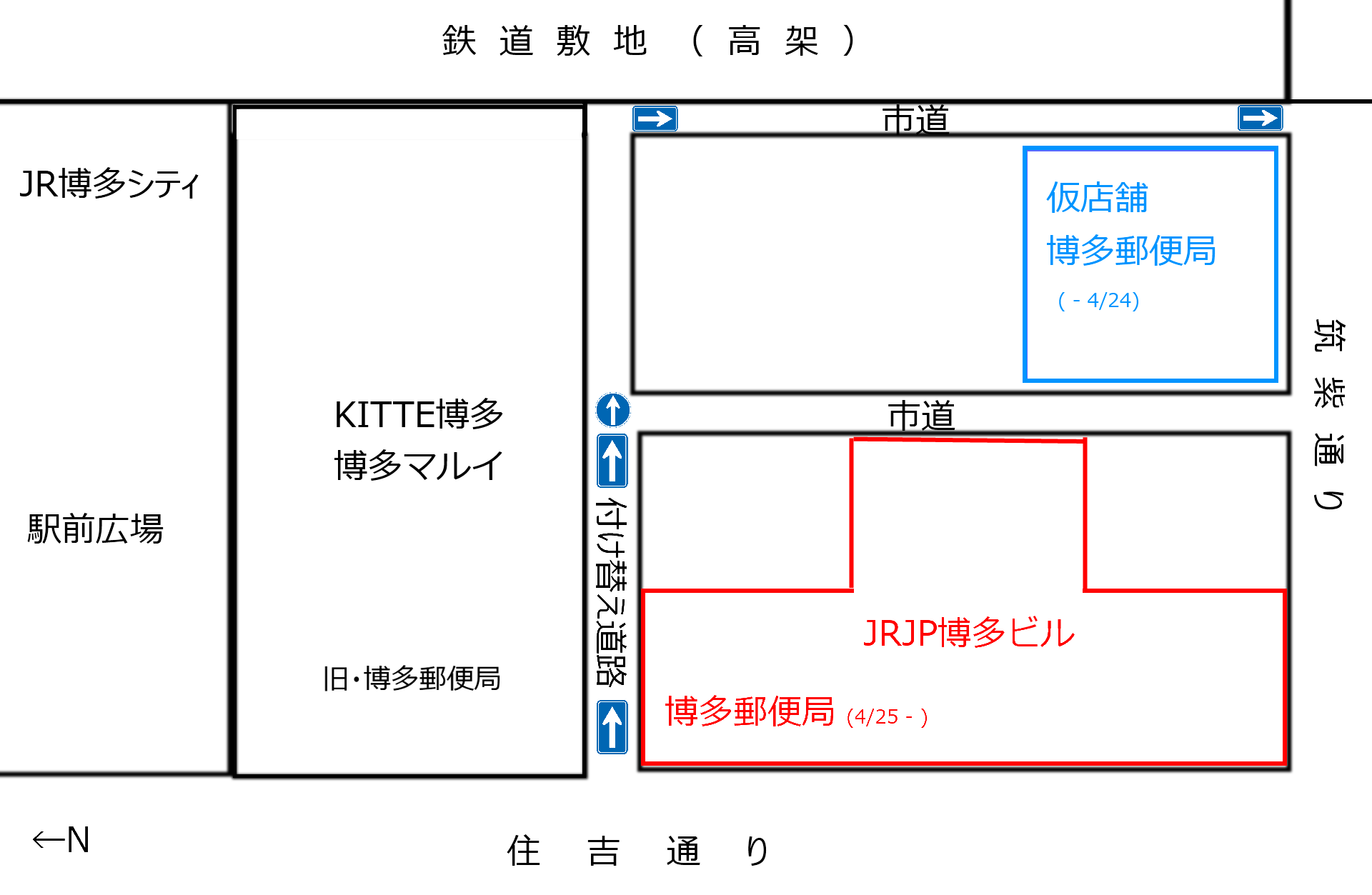
博多駅再開発に伴う博多郵便局の移転状況

KITTEブランドとしては、東京駅前のJPタワーに入居する「KITTE」に次ぐ2号店扱いであり、3号店は2016年6月に名古屋駅前のJPタワー名古屋に「KITTE名古屋」が開業した。「KITTE」という商業施設名は「切手」と「来て」の意味が込めて名付けられている。なお、「KITTE」と名付けられているが、博多郵便局など日本郵便関連施設はこのビルではなく、KITTE博多の南に隣接するオフィスビルの「JRJP博多ビル」に入居した。そのため、郵便局やオフィス機能はなく、日本郵政グループ初の全館商業施設となる。福岡大学都市空間情報行動研究所は、本施設の開業によって週末に博多駅周辺を訪れる人が年間で1日平均約1万人増えるとする予測をまとめた。一方、競合する天神地区では1日平均約4千人減少するとの予測を立てた（「天神流通戦争」も参照）。2016年度の来館者は予想の1000万人を大きく上回る約1390万人。売上高も予想を10億上回る約160億円だった。

## 施設詳細

### テナント
主要なもの

#### B1F　レストラン&カフェ　うまいと
- スターバックスコーヒー
- 韓国酒場コッキオ
- どんぶり居酒屋　喜水丸
- はかた天乃
- 串カツ田中
- モツ酒場楽天地
- ぬる燗ぞっこん離れ
- タイ屋台酒場ガムランディー
- 博多らーめんShin-Shin
- 博多とりかわ大臣
- テムジン
- 博多担々麺　とり田
- モツビストロ　天神ホルモン
- カウンター博多もつ鍋おおやま
- すし酒場さしす
- リンガーハット
- デリス　タルト＆カフェ
- 粥餐庁
- ワインの酒場。Di PUNTO

#### 1F〜7F博多マルイ
- HMV & BOOKS
- タリーズコーヒー
- ゴンチャ
- オリジナルパンケーキハウス
- 駿河屋
- AINZ＆TULPE
- セリア
- らしんばん
- ポケモンセンターフクオカ

#### 8Ｆ　ファッション・クリニック・歯科
- ユニクロ
- JINS
- 博多矯正歯科
- ラッフルズメディカル博多クリニック

#### 9F　レストラン&カフェ　うまいと
- とんかつ新宿さぼてん
- 博多もつ鍋おおやま
- ポムの樹
- ハンバーグ２９１０
- お好み焼き・鉄板焼き　こて吉
- マルモキッチン
- 博多の大衆料理　喜水丸
- 沖縄料理　あだん
- kawara CAFE＆DINING
- 銀座ライオン
- おばんざい・炙り焼き・酒　菜な
- FARMER’S KITCHEN
- 梅蘭
- おぼんdeごはん

#### 10F　レストラン&カフェ　うまいと
- 星乃珈琲店
- 串家物語
- 神戸元町ドリア
- しゃぶしゃぶ すきやき 但馬屋
- 牛たん焼き 仙台辺見
- あか牛 Dining yoka-yoka
- 天麩羅えびのや
- そば茶屋 華元 本膳庵
- やきとり ぎょうざ　１０１０
- 京鼎樓
- PREMIO ピエトロ
- 鮨やハレの日
- 韓国料理bibim'
- 叙々苑

#### 11F
- ザ ストリングス 博多　（ 結婚式場）
- タイムネスト（カフェ）

### フロア構成
- 地上11階 ：火曜日休業
  - ザ ストリングス 博多（結婚式場） タイムネスト（カフェ）

- 地上9 - 10階：11:00〜23:00
  - レストラン&カフェ うまいと（レストランフロア）

- 地上8階：10:00〜21:00
  - ユニクロ
  - JINS

- 地上1 - 7階：10:00〜21:00
  - 博多マルイ

- 地下1階 ：最大7:00〜最大24:00
  - レストラン&カフェ うまいと（レストランフロア）

### 連絡通路等

#### 地上2階
空中回廊（ペデストリアンデッキ）を設けて両隣の「JRJP博多ビル」、JR博多シティと直接連絡させる。同デッキは、博多バスターミナルや、その先の大博通りに面する博多新三井ビル付近の歩道（「博多駅歩行者連絡橋」）及び博多深見パークビル経由でHEARTSバスステーション博多まで直接連絡する。

#### 地上1階
南北貫通路（駅前広場から、南の付替道路に抜ける方向）。

#### 地下1階
JR博多シティの「アミュ地下」、およびJRJP博多ビルの地下1階「駅から三百歩横丁」に接続する。

### その他
駅前広場に面する敷地北面の中央入り口（南北貫通路北端）付近に、ハート形のポスト「エンジェルポスト」（郵便ポスト）を設置。
住吉通り沿い（敷地西面）の歩道バス停に絡み、歩行空間確保のため建物をセットバックしている。
約900台の24時間一時駐輪場（自転車：約800台、バイク（50cc以下）：約100台）を地下M1 / 2階（MB1 / B2）に設置。
災害時の帰宅困難者対策として避難所、防災用備蓄倉庫を備える。
毎年6月の第3火曜日は休館日

### 駐車スペース等
KITTE博多の地下2階・地下3階に約120台分の駐車場が設置され、地下3階部分は、隣接する「JR博多シティ地下駐車場」の3階部分（約110台分、新設）と接続され一体化して提供。なお、どちらも車両の出入りはKITTE博多の敷地南面の専用出入口からとなる。利用者の出入りはKITTE博多からのほか、地下3階北端では駅前広場・JR博多シティ側にも出入り口がある。また車高制限は2.1mであるこのほか、KITTE博多内のテナントとの提携サービス対象となる駐車場は、KITTE博多地下のもののほか、博多駅周辺部にもあり、詳細は公式サイトを参照のこと。。
なお、駅前広場地下2階の「博多駅地下送迎場」や、隣接する、筑紫口の博多駅屋上駐車場、デイトスアネックス等は、KITTE博多内のテナントとの提携サービス対象外である。

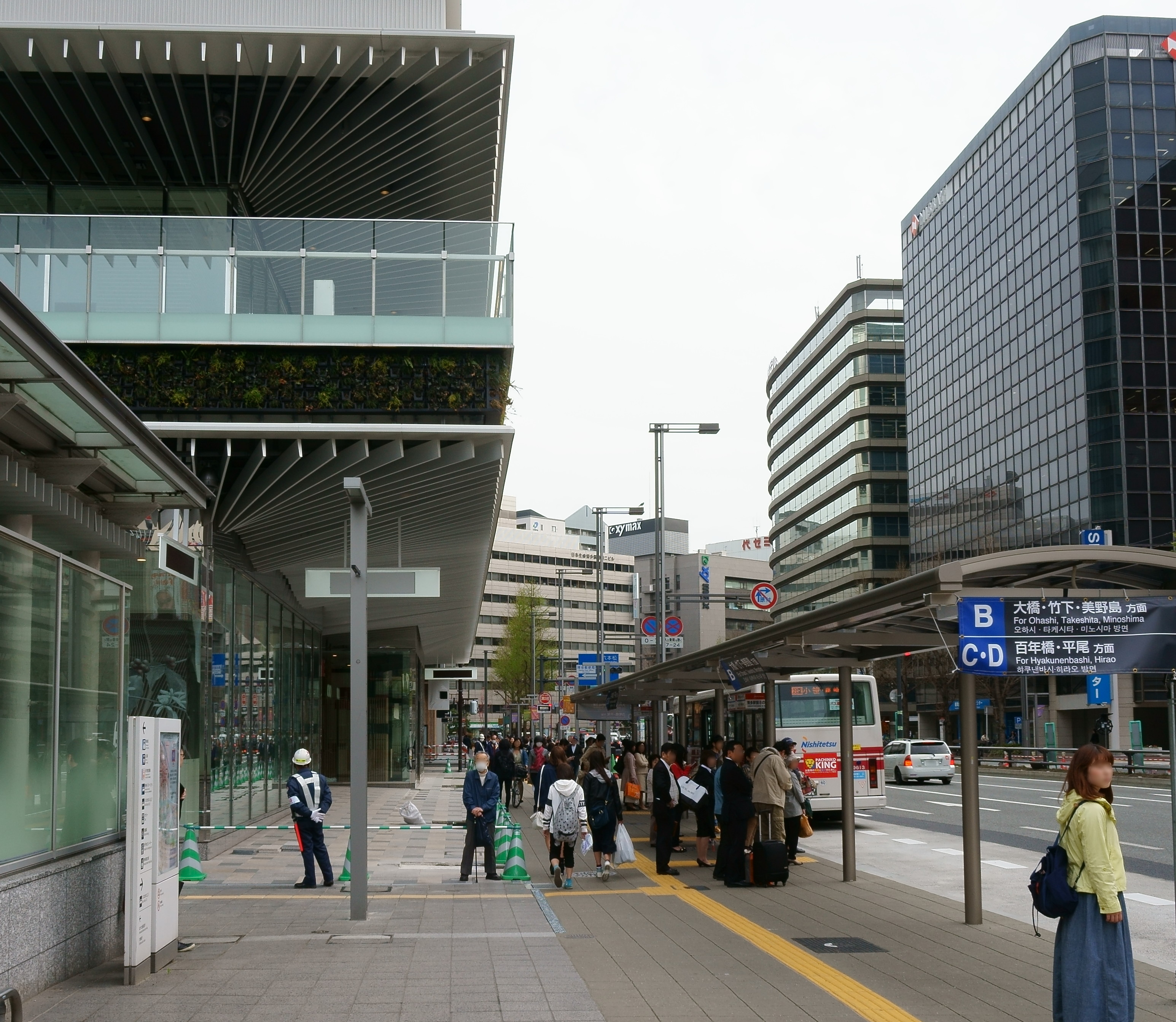
歩道バス停に合わせたセットバック
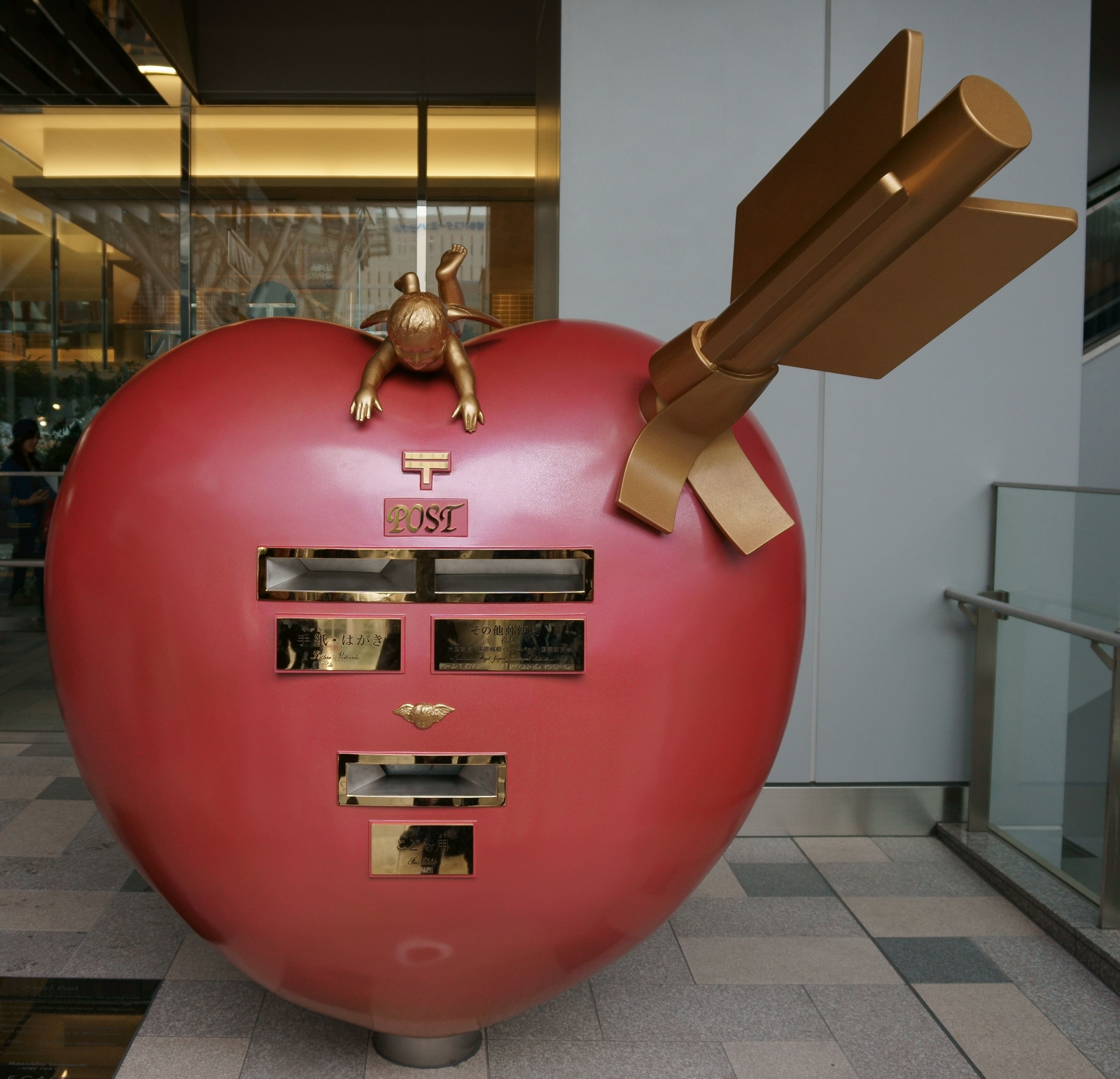
「エンジェルポスト」（郵便ポスト）